# San Felipe (Zambales)
San Felipe is een gemeente in de Filipijnse provincie Zambales op het eiland Luzon. Bij de laatste census in 2010 telde de gemeente ruim 22 duizend inwoners.

## Geografie

### Bestuurlijke indeling
San Felipe is onderverdeeld in de volgende 11 barangays:
| - Amagna - Apostol - Balincaguing - Farañal - Feria - Maloma | - Manglicmot - Rosete - San Rafael - Santo Niño - Sindol |

## Demografie
San Felipe had bij de census van 2010 een inwoneraantal van 22.020 mensen. Dit waren 698 mensen (3,3%) meer dan bij de vorige census van 2007. Ten opzichte van de census van 2000 was het aantal inwoners gegroeid met 4.318 mensen (24,4%). De gemiddelde jaarlijkse groei in die periode kwam daarmee uit op 2,21%, hetgeen hoger was dan het landelijk jaarlijks gemiddelde over deze periode (1,90%).

De bevolkingsdichtheid van San Felipe was ten tijde van de laatste census, met 22.020 inwoners op 111,6 km², 197,3 mensen per km².